# Пркоси
Пркоси су насељено мјесто у Босни и Херцеговини, у општини Босански Петровац, које административно припада Федерацији Босне и Херцеговине. Према попису становништва из 1991. у насељу је живјело 195 становника.

## Становништво
| Националност       | 1991. | 1981. | 1971. | 1961. |
| Срби               | 194   | 268   | 369   |       |
| Југословени        |       | 9     |       |       |
| остали и непознато | 1     |       | 1     |       |
| Укупно             | 195   | 277   | 370   | '     |

| Демографија | Демографија | Демографија |
| Година      | Становника  | Становника  |
| ----------- | ----------- | ----------- |
| 1961.       | 486         |             |
| 1971.       | 370         |             |
| 1981.       | 277         |             |
| 1991.       | 195         |             |

## Знамените личности
- Никола Карановић, генерал-пуковник Југословенске народне армије и народни херој Југославије.
- Маринко Кресоја, генерал полиције, универзитетски професор, стручњак за безбједност и џудиста.